# Andrés de Jesús Sarmiento
Andrés Sarmiento (Luruaco, Atlántico, Colombia; 15 de enero de 1998) es un futbolista colombiano que juega de delantero y su equipo actual es el Atlético Nacional de la Categoría Primera A de Colombia.
Tras un paso a préstamo en 2021 en Atlético Bucaramanga, Atlético Nacional, dueño de sus derechos deportivos, vendió el pase del jugador al FC Vizela, firmando contrato hasta 2025.

## Clubes
| Club                 | País     | Año             |
| -------------------- | -------- | --------------- |
| Atlético Nacional    | Colombia | 2016 - 2018     |
| Mouscron             | Bélgica  | 2018            |
| Atlético Nacional    | Colombia | 2019            |
| Cúcuta Deportivo     | Colombia | 2019            |
| Alianza Petrolera    | Colombia | 2020            |
| Atlético Bucaramanga | Colombia | 2021            |
| FC Vizela            | Portugal | 2022            |
| América de Cali      | Colombia | 2023 - 2024     |
| Atlético Nacional    | Colombia | 2024 - presente |

## Palmarés

### Títulos nacionales
| Títulos             | Club              | País     | Temporada |
| ------------------- | ----------------- | -------- | --------- |
| Copa Colombia       | Atlético Nacional | Colombia | 2016      |
| Torneo Apertura     | Atlético Nacional | Colombia | 2017      |
| Copa Colombia       | Atlético Nacional | Colombia | 2024      |
| Torneo Finalización | Atlético Nacional | Colombia | 2024      |

### Títulos internacionales
| Título              | Club              | País     | Temporada |
| ------------------- | ----------------- | -------- | --------- |
| Copa Libertadores   | Atlético Nacional | Colombia | 2016      |
| Recopa Sudamericana | Atlético Nacional | Colombia | 2017      |

### Distinciones individuales
| Distinción                                             | Año  |
| ------------------------------------------------------ | ---- |
| Máximo goleador de la Supercopa Juvenil FCF (26 goles) | 2017 |